# 馬尼拉國際機場站
馬尼拉國際機場站位在馬尼拉大都會帕拉尼亞克，屬於馬尼拉輕軌1號線的車站，於2024年11月16日正式啟用。該車站處於罗哈斯大道和海濱車道路口，為帕拉尼亞克坦博及娛樂城地區的交通服務。值得注意的是，車站雖名為馬尼拉國際機場站，但該路線的尼诺·阿基诺站距離機場更近。

## 周邊設施
穿越罗哈斯大道有探索紀念宮、坦博行政中心（Tambo Barangay Hall）、克勞迪奧營小學（Camp Claudio Elementary School）等設施，沿著海濱車道往馬尼拉灣方向可到達岡田馬尼拉、馬尼拉金斯福德酒店（Kingsford Hotel Manila）。

## 車站結構
| 2樓  | 側式月台，車門由右側開啟 | 側式月台，車門由右側開啟                               |
| 2樓  | A月台                    | ← 1號線 小費爾南多·波因方向                            |
| 2樓  | B月台                    | → 1號線 桑托斯博士方向 →                               |
| 2樓  | 側式月台，車門由右側開啟 |                                                        |
| 1樓  | 車站大廳                 | 驗票閘門、售票亭、車站控制、樓梯、電梯、化妝室及哺乳室 |
| 地面 | 街區                     |                                                        |